# Elyra identifascia
Elyra identifascia är en fjärilsart som beskrevs av Swinhoe 1906. Elyra identifascia ingår i släktet Elyra och familjen nattflyn. Inga underarter finns listade i Catalogue of Life.